# Ángel de las Heras Díaz
Ángel de las Heras Díaz (Toledo, 19 de juliol de 1957) fou un ciclista espanyol, que va ser professional del 1981 al 1987. En el seu palmarès destaca la victòria final a la Volta a Burgos.

## Palmarès
- 1980
  - Vencedor d'una etapa a la Volta a Segòvia
- 1982
  - Vencedor d'una etapa a la Volta a Burgos
- 1983
  - 1r a la Volta a Burgos

### Resultats a la Volta a Espanya
- 1981. 16è de la classificació general
- 1983. 20è de la classificació general
- 1984. 24è de la classificació general
- 1985. 22è de la classificació general
- 1987. 43è de la classificació general

### Resultats al Giro d'Itàlia
- 1987. 45è de la classificació general